# 玛丽昂·若斯朗

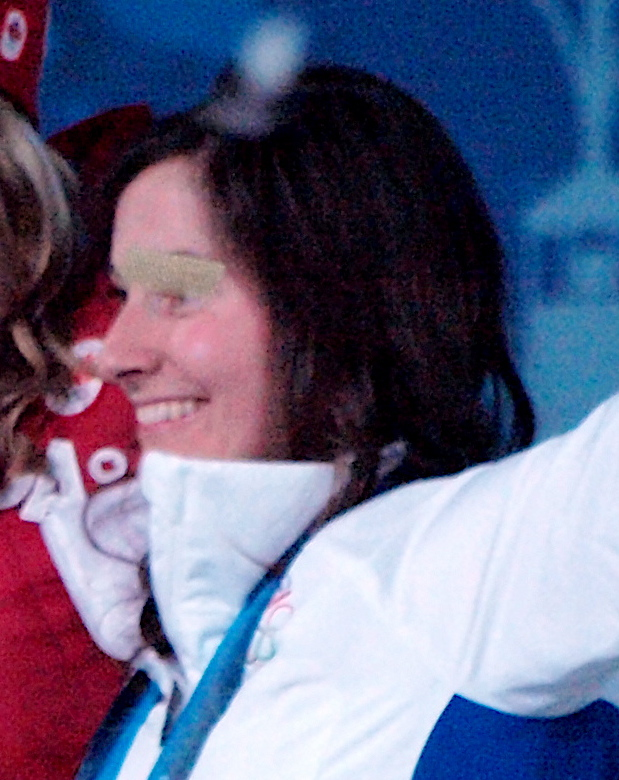
玛丽昂·若斯朗

玛丽昂·若斯朗（法語：Marion Josserand，1986年10月6日—），法国女子自由式滑雪运动员。她曾代表法国参加2010年和2014年冬季奥林匹克运动会自由式滑雪比赛，获得一枚铜牌。